# 出雲弟山
出雲 弟山（いずも の おとやま、生没年不詳）は、奈良時代の豪族。姓は臣。出雲国造・出雲果安または出雲広嶋の子。官位は外従五位下・出雲国造。

## 経歴
天平5年（733年）2月に撰進された『出雲国風土記』に「飯石郡少領外従八位上出雲臣」との署名があり、同書によると出雲国意宇郡山代郷（現在の島根県松江市山代町）に厳堂を建立したとされる。また、同年9月の『出雲国計会帳』にも飯石郡少領外従八位上として署名がある。
天平18年（746年）外従七位下から四階昇進して外従六位下に昇叙され、出雲広嶋の後を継いで出雲国造に任ぜられる。なお、これと同時に出雲国造の本拠である意宇郡大領も兼帯したと想定される。
天平勝宝2年（750年）孝謙天皇に出雲国造神賀詞を奏上し、外正六位上から外従五位下に叙せられ、祝部も含めて位階を進められ、絁・綿を与えられた。翌天平勝宝3年（751年）にも再び神賀事を奏上し、位階を進められ物を与えられている。

## 官歴
注記のないものは『続日本紀』による。
- 天平5年（733年） 2月：見飯石郡少領外従八位上[1]
- 時期不詳：外従七位下
- 天平18年（746年） 3月7日：外従六位下、出雲国造、兼意宇郡大領か[3]
- 時期不詳：外正六位上
- 天平勝宝2年（750年） 2月4日：外従五位下、賜絁綿
- 天平勝宝3年（751年） 2月22日：進位賜物

## 系譜
- 父：出雲果安[4]または出雲広嶋
- 母：不詳
- 生母不詳の子女
  - 男子：出雲国上[4]
  - 男子：出雲国成[4]